# Uroš Stamatović
Uroš Stamatović (serbisch-kyrillisch Урош Стаматовић; * 9. November 1976 in Požega, SFR Jugoslawien) ist ein ehemaliger serbischer Fußballspieler. Er verbrachte die meiste Zeit seiner Profilaufbahn bei FK Hajduk Kula. Dort spielte er insgesamt sechs Jahre und absolvierte insgesamt 125 Spiele für den Verein. Er stand auch drei Jahre bei FK Sloboda Užice unter Vertrag.